# Replay attack

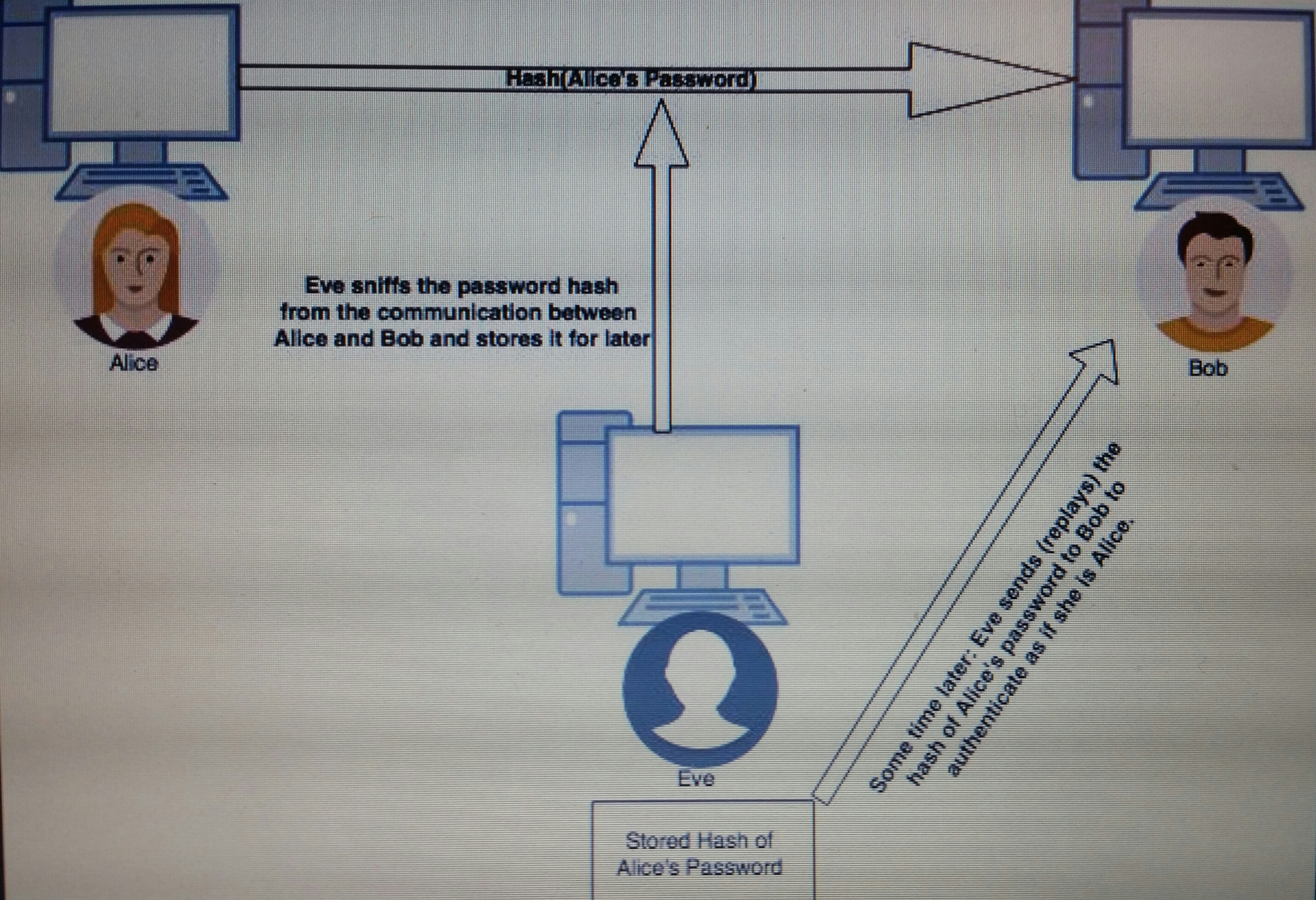
Replay attack

Replay attack (útok přehráním) je v informatice druh útoku na přenos dat v počítačové síti, kdy jsou jinak validní data s cílem podvodu zopakována nebo pozdržena. Útočník může data při přenosu zachytit a později zopakovat nebo pozměnit přímo při průchodu nějakým síťovým prvkem (např. router).
Jednou z forem ochrany je používání časových značek (timestamp) a požadavek toho, aby oba konce zabezpečené komunikace používaly co nejpřesnější čas (například pokud je na počítači nesprávný čas, nepovede se navázat HTTPS spojení se serverem).